# Беккер, Боуи
Боуи Беккер (англ. Bowe Becker; род. 7 июля 1997, Чикаго, Иллинойс) — американский профессиональный пловец. Выиграл олимпийскую золотую медаль на летних Олимпийских играх 2020 года в рамках эстафеты 4х100 метров вольным стилем, плавания в отборочных и финальных соревнованиях. Выступает в Международной лиге плавания в команде Tokyo Frog Kings.

## Биография
Родился 7 июля 1997 года в Чикаго, США.
Беккер окончил среднюю школу «Faith Lutheran High» в Лас-Вегасе, затем переехал в Миннеаполис, чтобы выступать за команду в Университете Миннесоты.
Беккер занял пятое место на дистанции 100 метров вольным стилем на отборочных соревнованиях олимпийской сборной США 2020 года со временем 48,22, что позволило ему принять участие в Олимпийских играх 2020 года в эстафете 4x100 метров вольным стилем.
В финале забега на 50 метров вольным стилем 20 июня он проплыл 21,78 и занял четвертое место в общем зачете, финишировав на пять сотых секунды после третьего места Натана Адриана.

## Летние Олимпийские игры 2020 года
Беккер участвовал в отборочных этапах эстафеты 4х100 метров вольным стилем на летних Олимпийских играх 2020 года в Токио (Япония), вместе с Заком Эппл, Калебом Дресселом и Блейком Пьерони, заняв второе место в общем зачете и выйдя в финал.
В финале Калеб Дрессел заменил Карри, и эстафета финишировала первым со временем 3: 08.97 и выиграла золотую медаль, а Беккер прошел свой этап со временем 47,44. Последнее время эстафеты стало третьим по скорости заплывом в истории. Беккер стал седьмым студентом из Университета Миннесоты, завоевавший медаль на Олимпийских играх.